# Capvespre

Landers (Califòrnia) durant el crepuscle astronòmic (fotografia presa amb 20 segons d'exposició)

El capvespre o crepuscle vespertí és el període de crepuscle astronòmic que segueix la posta de sol i precedeix la caiguda de la nit. En dies serens, en els primers moments d'aquest període encara pot quedar prou llum al cel per poder llegir a l'exterior sense necessitat de llum artificial. Tanmateix, al final del crepuscle civil (quan la Terra gira fins al punt que el centre del disc solar es troba 6° per sota de l'horitzó local), sí que fa falta llum artificial. El concepte de crepuscle vespertí se sol referir al crepuscle astronòmic, el moment més fosc del crepuscle abans de la caiguda de la nit.

## Definicions tècniques

Crepuscle civil, nàutic i astronòmic

El final del capvespre és el moment que ve just abans del mínim lluminós del cel nocturn. Ara bé, tècnicament, les tres fases del crepuscle vespertí es defineixen de la manera següent:
- En el crepuscle civil, el centre del disc solar baixa a 6° per sota de l'horitzó al vespre. Encara es poden distingir objectes i, si les condicions meteorològiques ho permeten, alguns estels i planetes es poden començar a veure a ull nu. En aquest moment, el cel es presenta de molts colors diferents, incloent-hi el taronja i el vermell. Una vegada passat aquest moment, pot caldre llum artificial per fer coses a l'exterior, segons les condicions atmosfèriques i la ubicació de l'observador.
- En el crepuscle nàutic, el Sol es mou aparentment a 12° per sota de l'horitzó al vespre. En aquest moment, els objectes costen més de distingir i els estels i els planetes brillen més.
- En el crepuscle astronòmic, el Sol baixa a 18° per sota de l'horitzó al vespre. Arribat aquest moment, el Sol deixa d'il·luminar el cel i, per tant, d'interferir amb les observacions astronòmiques.[3][5]

## Galeria

Seattle (Estats Units) durant el crepuscle nàutic
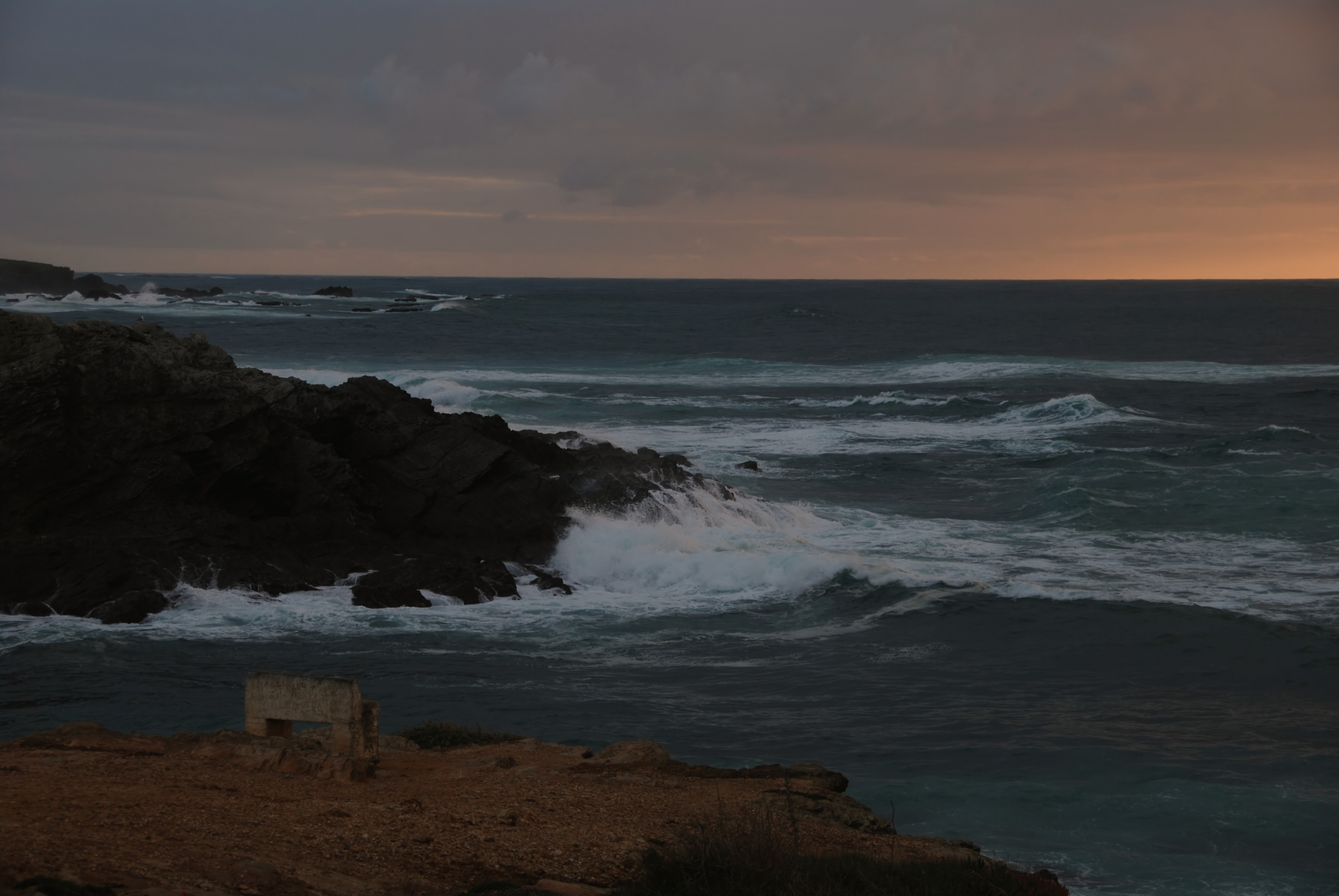
Crepuscle civil a Porto Covo, a la costa occidental de Portugal
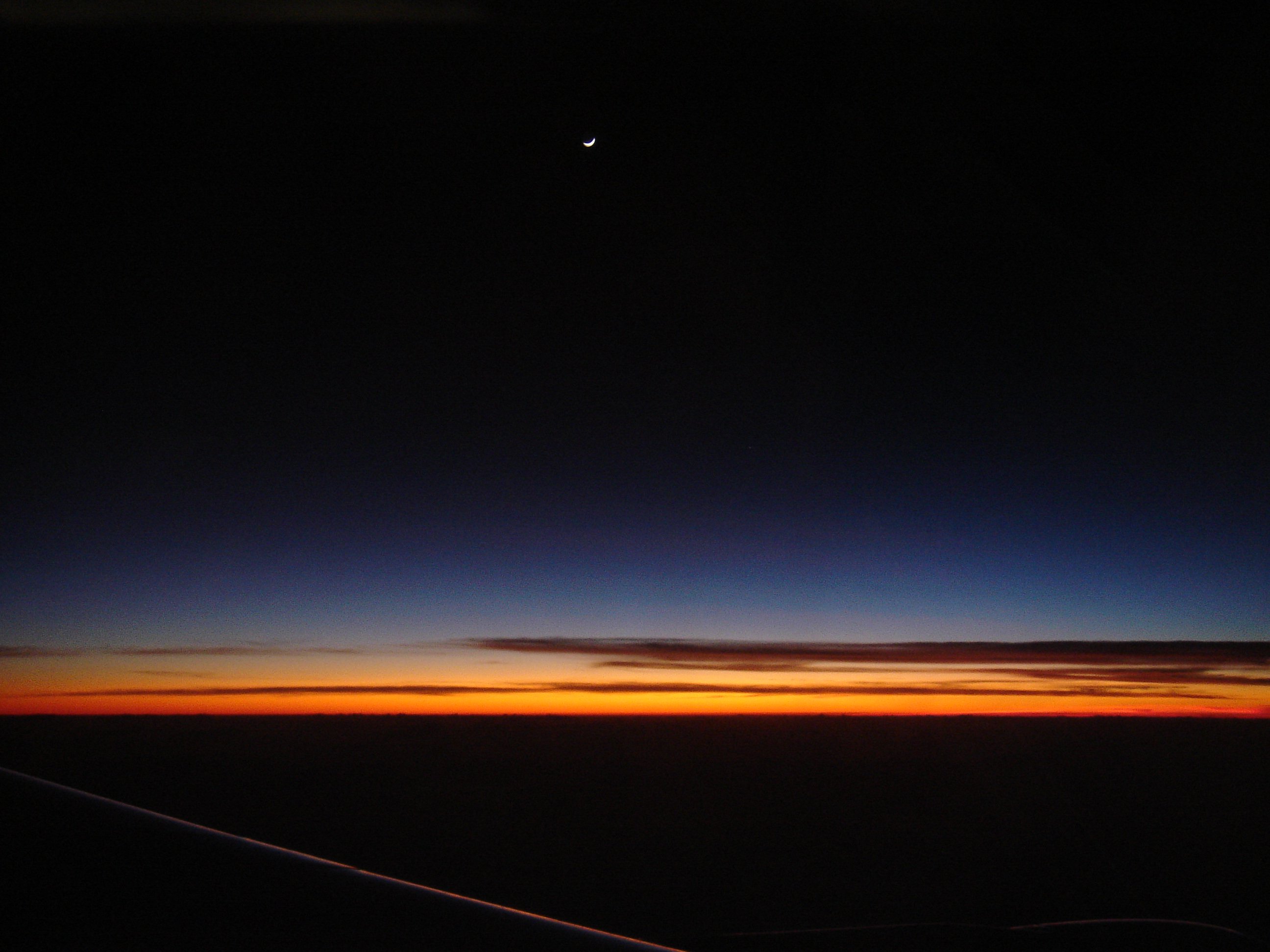
Crepuscle astronòmic vist des d'una finestra d'avió
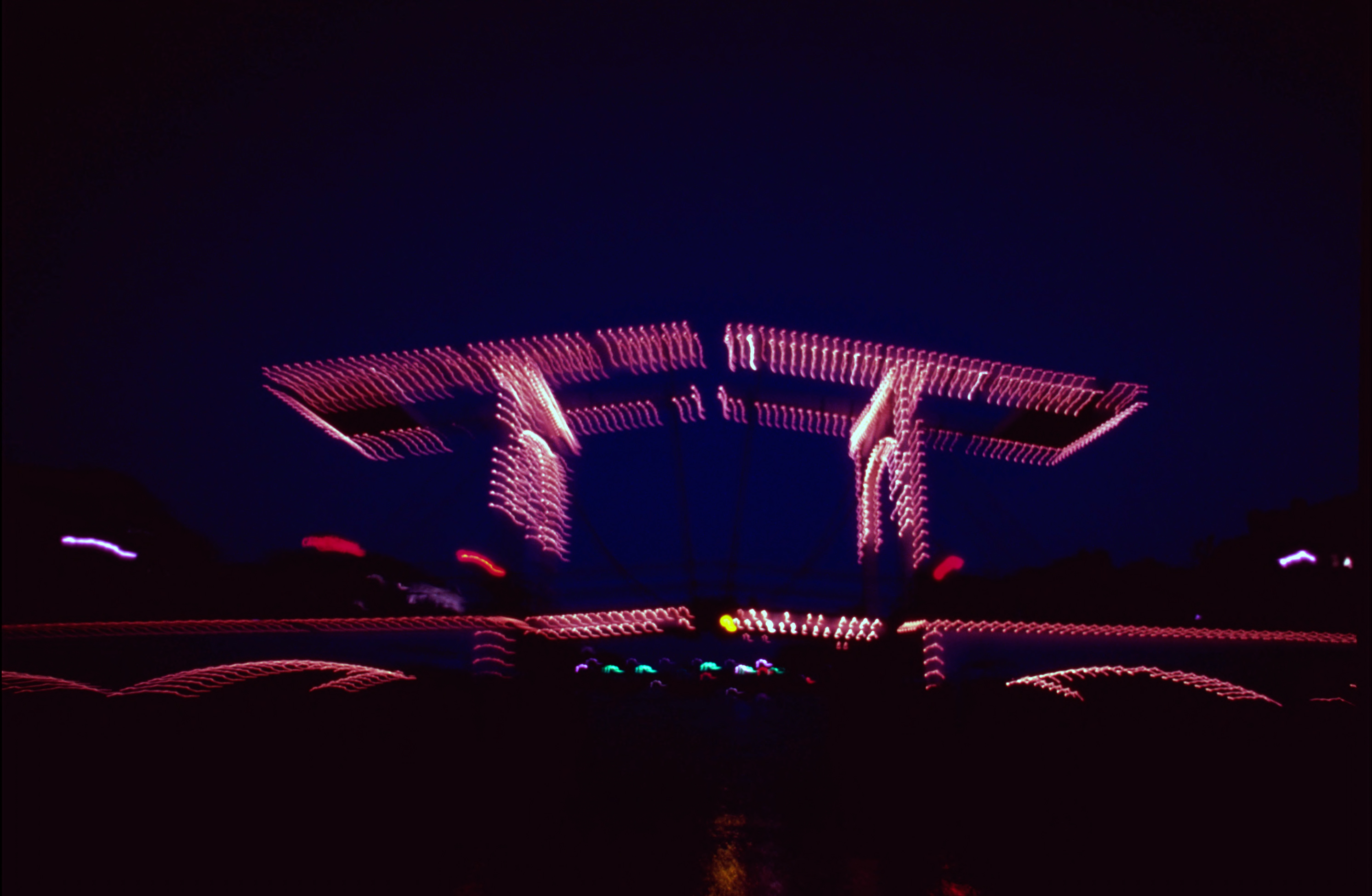
Crepuscle astronòmic al Magere Brug d'Amsterdam (Països Baixos)
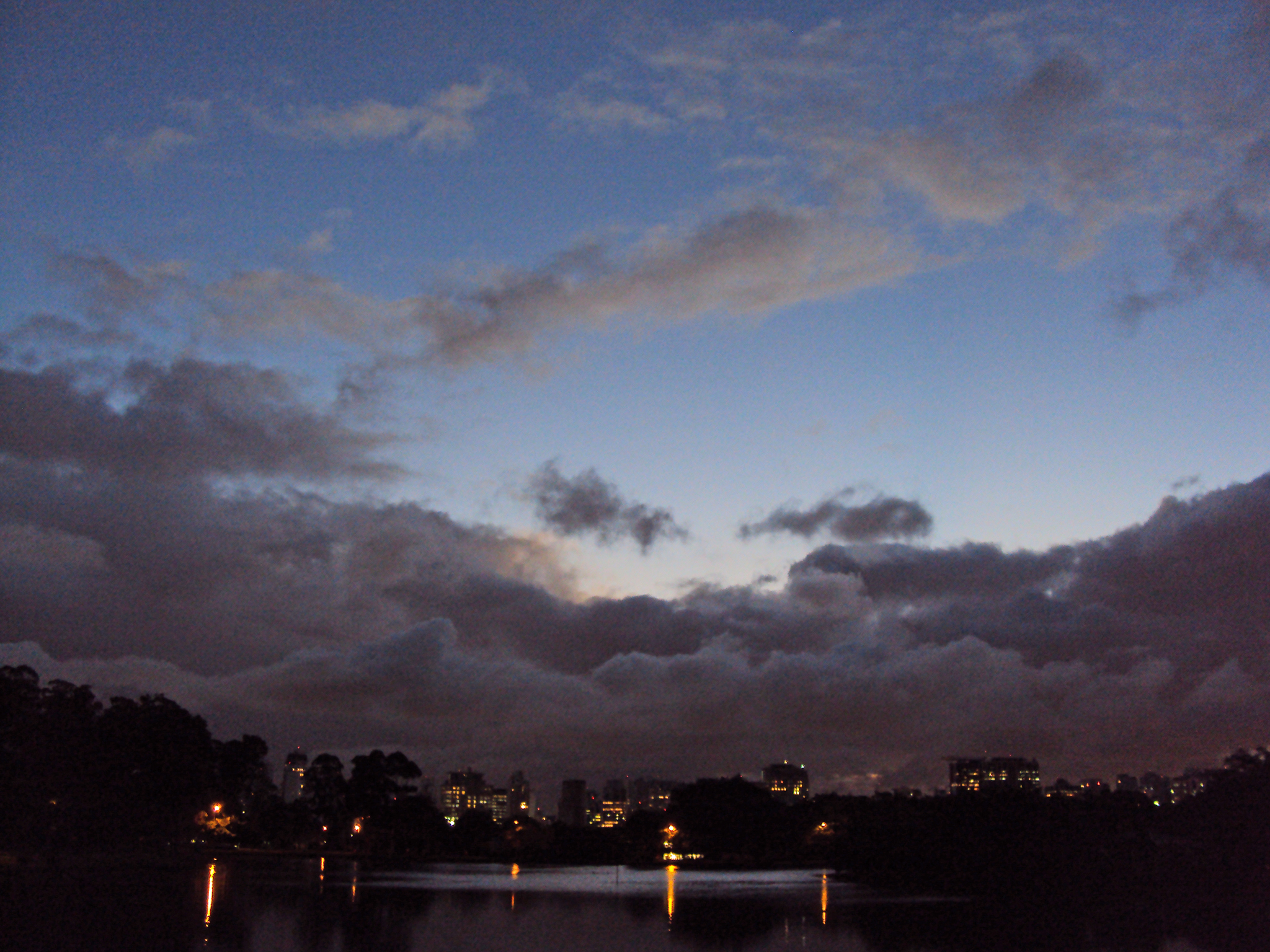
Vista des del Parc Ibirapuera de São Paulo (Brasil) durant el crepuscle civil
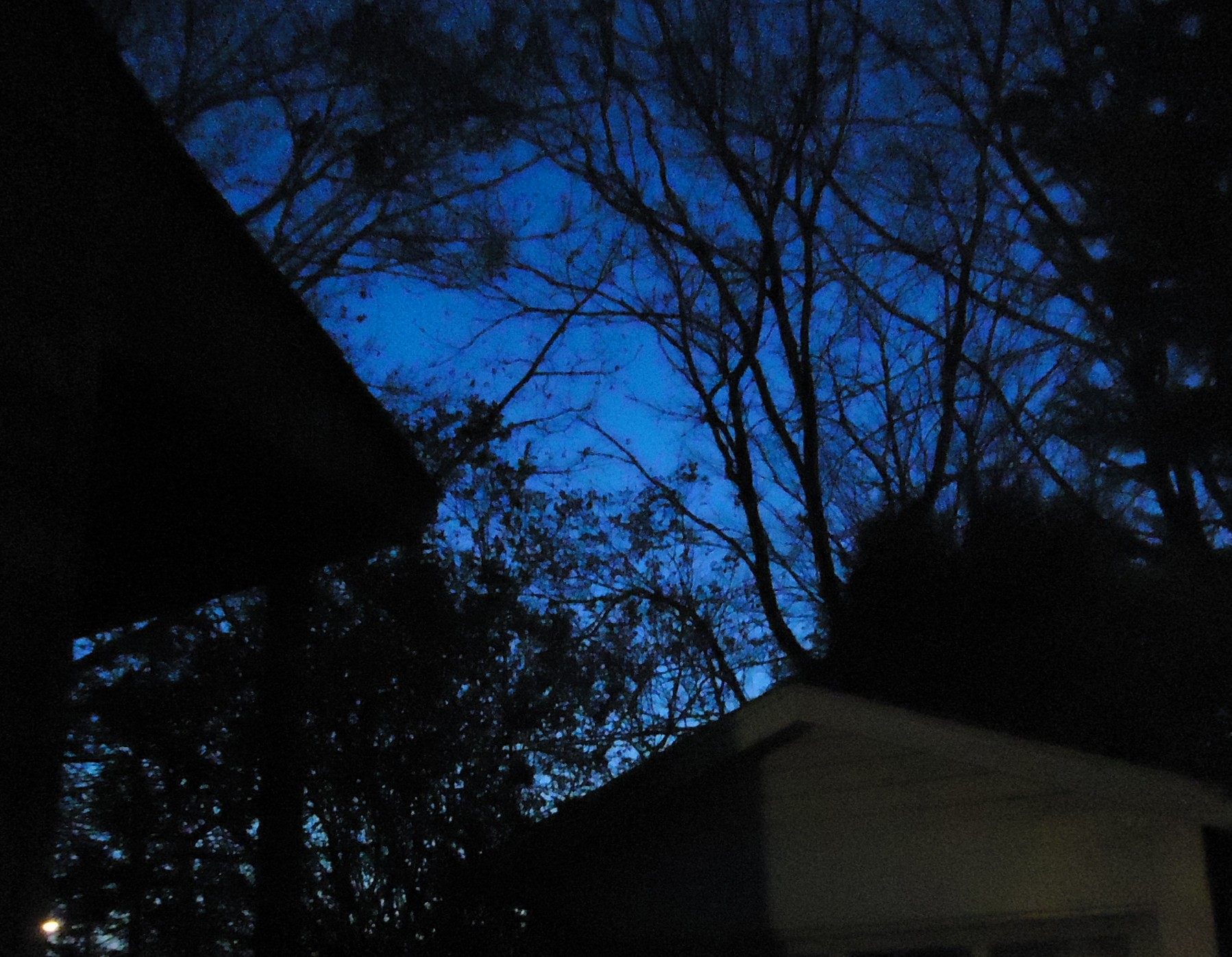
Siluetes d'arbres davant del cel vespertí
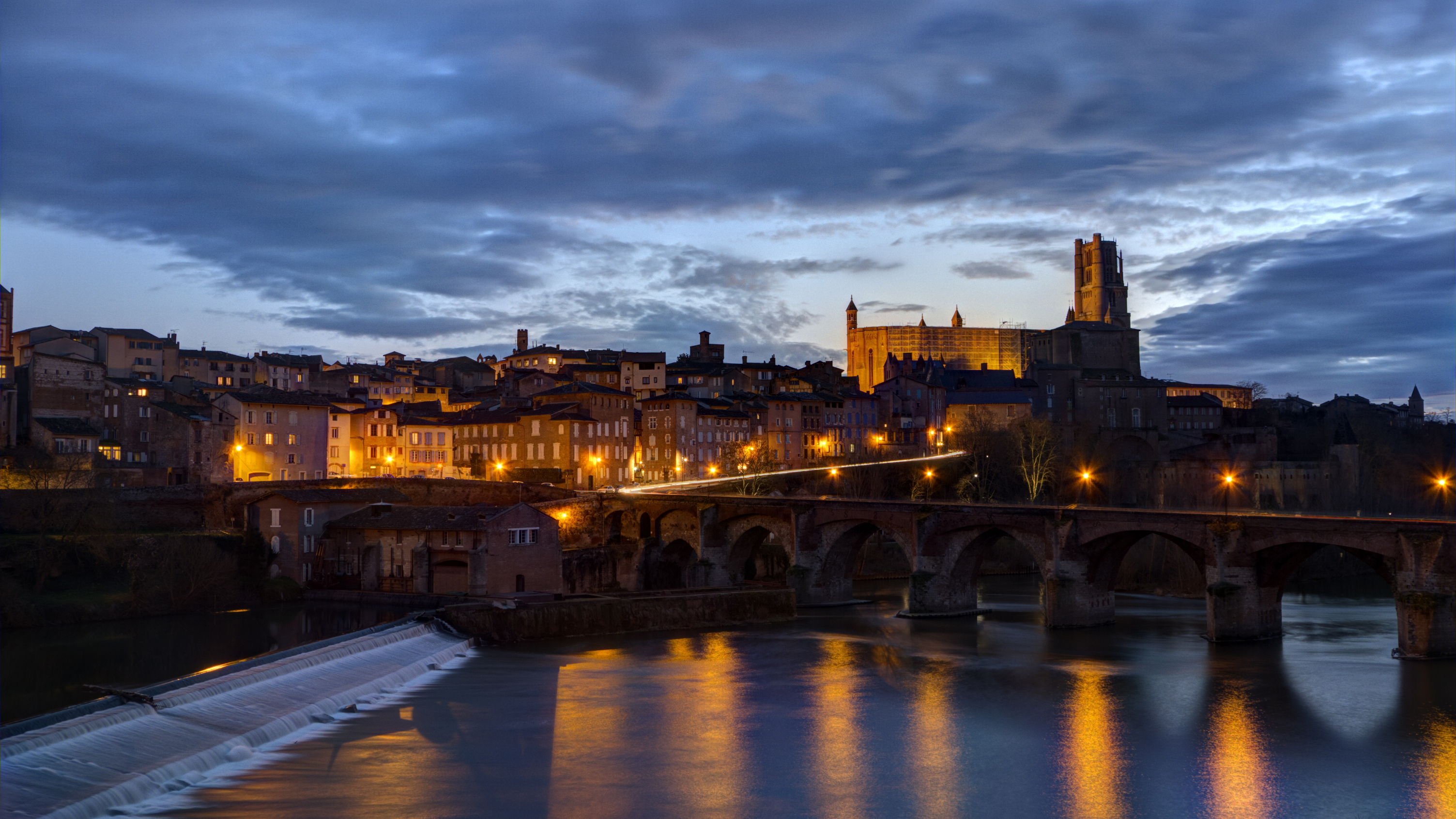
Crepuscle civil a Albi (França)
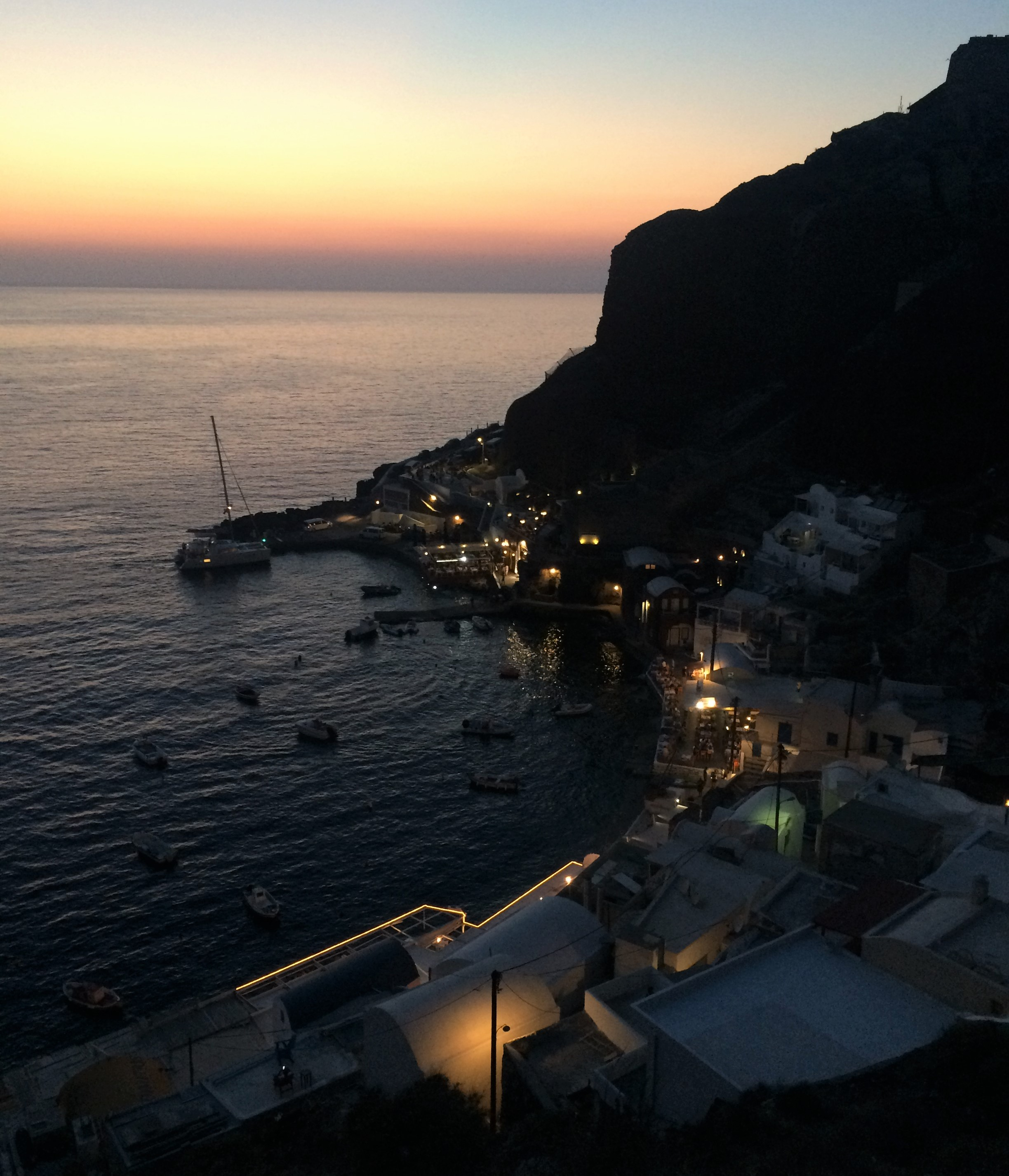
Badia d'Ammudi, a Santorini (Grècia), al vespre
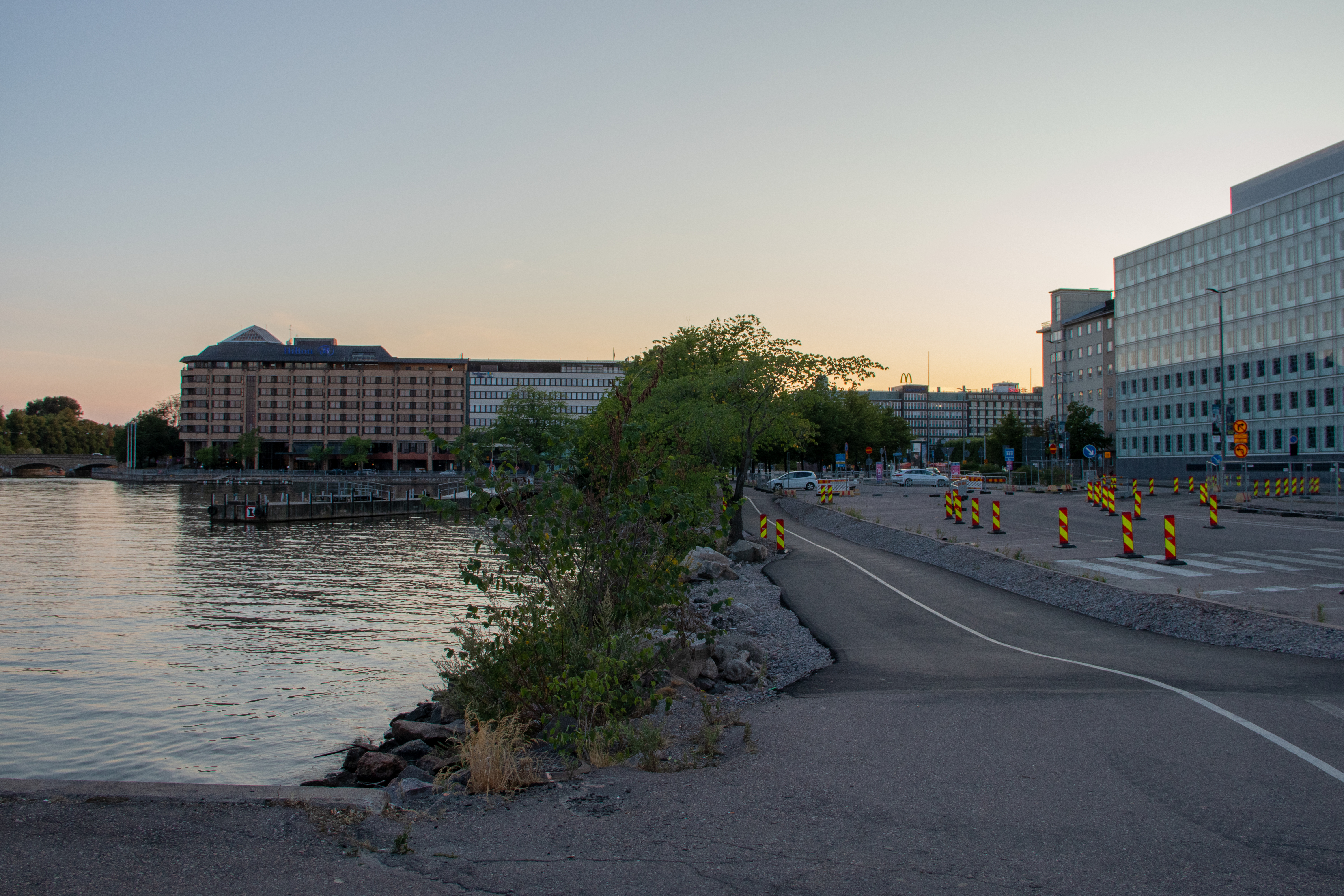
Crepuscle vespertí a Siltasaari, a Hèlsinki (Finlàndia)
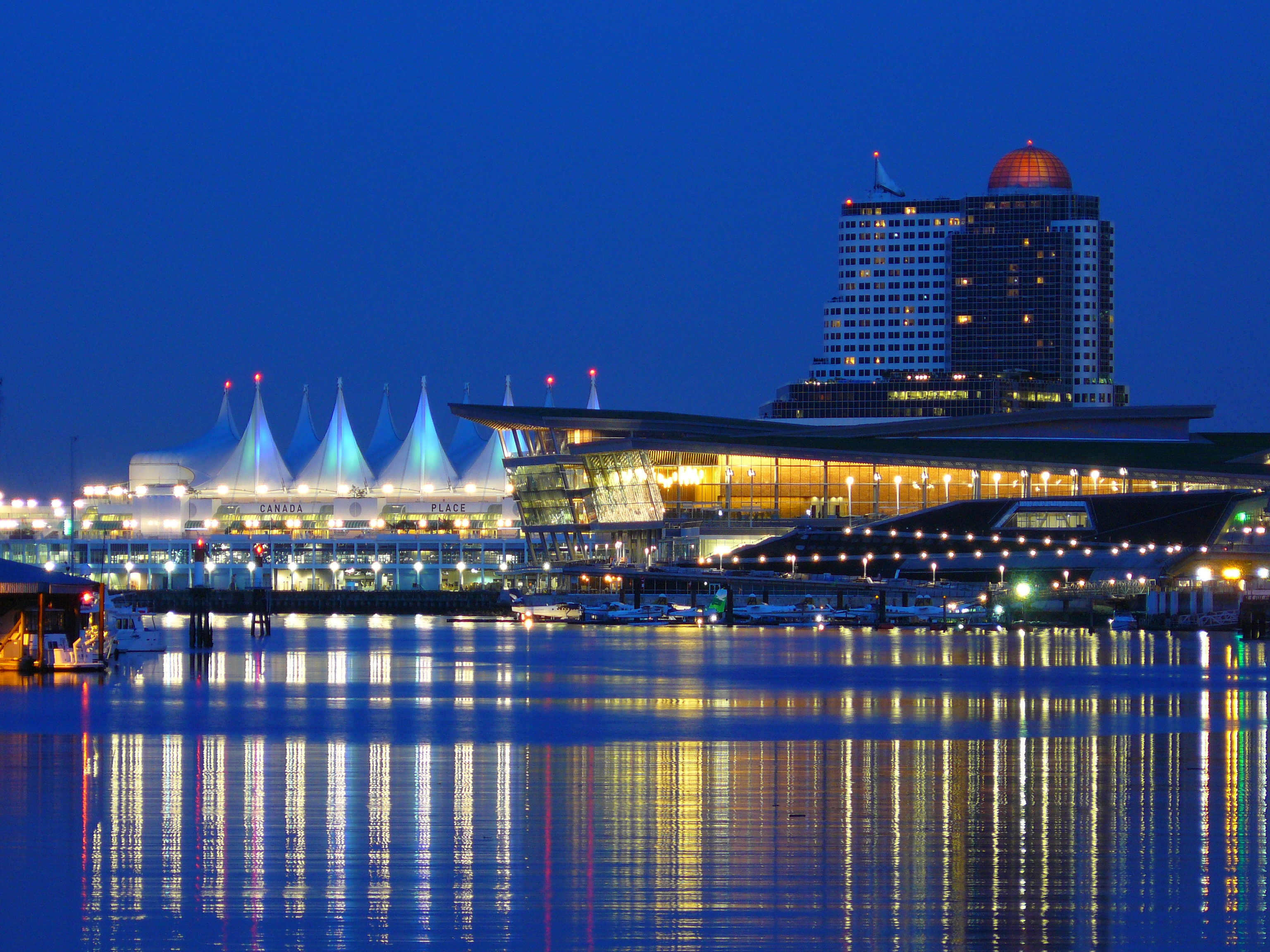
Crepuscle nàutic a Vancouver, a la Colúmbia Britànica (Canadà)